# سوق المقاصيص (مسلسل)
سوق المقاصيص، مسلسل كويتي اجتماعي كوميدي من إنتاج تلفزيون الكويت لعام 2000. كتبه عبد الحسين عبد الرضا وأخرجه علي حسين البلوشي، وأخرج الحلقة الأولى منه الإعلامي محمد السنعوسي.

## ملخص القصة
في إطار كوميدي إجتماعي تدور أحداث المسلسل عن التجار في سوق كويتي قديم اسمه (سوق المقاصيص) وحال التجار فيه والمشاكل التي يتعرضون لها وإسقاطات على حال الاقتصاد الكويتي ويتعرض المسلسل لبعض السلبيات التي أفرزتها الحياة المادية المعاصرة في المجتمعات العربية.

## الممثلين والشخصيات
| الممثل               | الشخصية              |
| -------------------- | -------------------- |
| عبد الحسين عبد الرضا | أبو حابس             |
| سعد الفرج            | أبو معتوق            |
| حياة الفهد           | أم معتوق             |
| إبراهيم الصلال       | أبو صخي              |
| علي المفيدي          | أبو خليل             |
| طيبة الفرج           | ماما حسينة           |
| خالد البريكي         | معتوق                |
| خالد أمين            | حابس                 |
| عبير أحمد            | دلال                 |
| منال سليمان          | منال (بنت البولندية) |
| عبد الإمام عبد الله  | أبو ثامر             |
| محمد العجيمي         | شبيب (ابو عطش)       |
| منى شداد             | لوكا                 |
| حسن عبد الرسول       | سردار                |
| مشاري البلام         | وسيم                 |
| أحمد السلمان         | مجوه                 |
| طارق العلي           | دكتور نفسي           |
| علي سلطان            | مرسل                 |
| أحمد عوض             | محماس                |
| نادية كرم            | أم رامي              |
| نسرين أحمد           | باسكال               |
| يوسف درويش           | قناص                 |